# Mode-locking
Mode-locking là một kĩ thuật trong quang học nhờ đó laser có thể tạo ra các xung sáng cực ngắn, cỡ picô giây (10-12s) or femto giây (10-15s).
Cơ sở của kĩ thuật này là tạo ra mối liên hệ về pha xác định giữa các mode của buồng cộng hưởng laser. Khi đó, laser được gọi là “khóa pha” hay “khóa mode”. Sự giao thoa giữa các mode này tạo ra chuỗi các xung laser. Tùy theo các thuộc tính của laser, các xung này có thể rất ngắn, cỡ vài femto giây.

## Các mode của buồng cộng hưởng laser
Mặc dù ánh sáng laser là ánh sáng kết hợp nhất nhưng nó không đơn sắc hoàn toàn. Tất cả các laser đều tạo ra ánh sáng trong một dải tần nào đó. Dải tần hoạt động của laser được xác định chủ yếu bởi môi trường khuếch đại và được gọi là dải tần khuếch đại. Ví dụ, một loại laser khí thông dụng He-Ne có dải tần khuếch đại khoảng 1.5 5 GHz (độ rộng phổ cỡ 0.002 nm), trong khi đó, laser rắn (Ti:Sapphire) có dải tần khoảng 128 THz (độ rộng phổ cỡ 300 nm).
Nhân tố thứ hai xác định tần số phát xạ của laser là buồng quang học hay buồng cộng hưởng. Buồng cộng hưởng đơn giản nhất gồm hai gương phẳng, đặt đối diện hai bên môi trường khuếch đại laser (cấu hình này được gọi là buồng Fabry-Perot). Do ánh sáng là sóng, khi bị giữ giữa hai gương, nó sẽ tự giao thoa và hình thành sóng dừng.
Các sóng dừng tạo thành một tập các tần số rời rạc; được gọi là mode dọc của buồng. Các mode này là ánh sáng có tần số mà buồng cộng hưởng cho phép duy trì, tất cả các tần số khác bị dập tắt do giao thoa. Đối với buồng gồm hai gương phẳng, các mode được phép là các mode có bước sóng là ước của khoảng cách L giữa hai gương, tức là L = q λ/2, với q là một số nguyên được gọi là bậc mode.
Trong thực tế, khoảng cách L thường lớn hơn nhiều bước sóng ánh sáng λ, do đó giá trị của q rất lớn (khoảng 105 to 106). Điểm lý thú là khoảng cách tần số giữa hai mode liên tiếp bất kỳ q và q+1; cho bởi công thức (đối với buồng cộng hưởng rỗng có chiều dài L): Δν:
{\displaystyle \Delta \nu ={\frac {c}{2L}}}
với c là vận tốc ánh sáng (≈3×108 m•s−1) là hằng số
Từ phương trình trên, một laser nhỏ với khoảng cách hai gương 30 cm có khoảng cách tần số giữa các mode dọc là 0.5 GHz. Như vậy, đối với hai laser đề cập ở trên, với buồng cộng hưởng 30 cm, laser He-Ne có dải tần 1.5 GHz sẽ phát 3 mode dọc, trong khi laser Ti:sapphire có dải tần 128 THz sẽ phát chừng 250000 mode.
Mỗi mode dọc có độ rộng tần số nào đó nhưng nhỏ hơn nhiều khoảng cách tần số giữa các mode.

## Lý thuyết Mode-locking
Trong một laser đơn giản, mỗi mode dao động độc lập, không có quan hệ cố định với nhau, giống như một tập hợp các laser có tần số phát hơi khác nhau một chút. Pha ánh sáng của mỗi mode không cố định, và biến đổi ngẫu nhiên do các yếu tố như sự biến đổi về nhiệt độ trong môi trường laser. Trong những laser chỉ có vài mode, sự giao thoa giữa các mode có thể gây ra hiệu ứng beat, dẫn đến sự thăng giáng cường độ một cách ngẫu nhiên; trong những laser có nhiều nghìn mode, hiệu ứng giao thoa có xu hướng trung bình hóa tới gần cường độ ổn định của laser, và laser hoạt động ở chế độ liên tục – cw (continuous wave).
Nếu thay vì dao động độc lập, mỗi mode có chênh pha cố định đối với các mode liền kề, laser sẽ hoạt động hoàn toàn khác. Thay vì có cường độ phát không đổi hoặc ngẫu nhiên, các mode của laser sẽ giao thoa với nhau và tạo thành xung ánh sáng. Khi đó, laser thường được gọi là “khóa mode” hay “khóa pha”. Các xung này cách nhau một khoảng thời gian τ = 2L/c, là khoảng thời gian để ánh sáng đi trọn một vòng trong buồng cộng hưởng. Khoảng thời gian này tương ứng với khoảng cách tần số của laser Δν = 1/τ.
Độ dài của xung sáng được xác định bởi số mode bị khóa (trong thực tế, không nhất thiết “toàn bộ” mode của laser phải bị khóa pha). Nếu có “N” mode bị khóa, có khoảng cách tần số Δν, độ rộng dải tần bị khóa là NΔν. Dải tần càng rộng, xung laser càng ngắn. Trong thực tế, độ rộng thực của xung được xác định qua dạng xung hình thành do liên hệ về pha và tần số của mỗi mode dọc. Ví dụ, nếu laser tạo ra xung có đường bao dạng Gaussian, độ rộng xung nhỏ nhất Δt sẽ tính theo công thức:
{\displaystyle \Delta t={\frac {0.44}{N\Delta \nu }}}.
Giá trị 0,44 được gọi là tích “thời gian-dải tần” của xung và phụ thuộc vào dạng xung. Với các laser xung cực ngắn, xung thường được giả thiết có dạng (sech2), và tích thời gian-dải tần tương ứng là 0,315.
Sử dụng công thức trên, ta có thể tính được độ rộng xung nhỏ nhất. Với laser He-Ne có dải tần 1,5 GHz, xung Gauss ngắn nhất được tạo ra cớ 300 pi-cô giây, còn với laser Ti:sapphire có giải tần 128 THz, độ rộng xung nhỏ nhất cỡ 3,4 fem-tô giây. Các giá trị này là độ rộng xung ngắn nhất có thể và bị giới hạn bởi dải tần của laser. Trong thực tế, độ rộng xung còn phụ thuộc vào nhiều yếu tố khác như dạng xung, sự tán sắc trong buồng cộng hưởng.

## Các phương pháp Modelocking
Các phương pháp để modelocking trong laser được chia thành hai loại chủ động và thụ động. Phương pháp chủ động là dùng tín hiệu bên ngoài để biến điệu ánh sáng trong buồng cộng hưởng. Phương pháp thụ động không sử dụng tín hiệu bên ngoài mà đặt một yếu tố trong buồng cộng hưởng để gây ra hiện tượng tự biến điệu của ánh sáng.

### Modelocking chủ động
Kĩ thuật modelocking phổ biến nhất là biến điệu âm quang trong buồng cộng hưởng. Nếu một mode có tấn số ánh sáng là &nu, và biên độ bị biến điệu với tần số f, ta thu được tín hiệu có các tần số ánh sáng kề (sideband) là ν-f và ν+f. Nếu bộ biến điệu hoạt động ở tần số bằng khoảng cách mode trong buồng cộng hưởng Δν, các tần số kề này sẽ tương ứng với hai mode liền kề với mode ban đầu. Như vậy, mode trung tâm và các mode kế bị khóa pha với nhau. Hiện tượng khóa pha tiếp tục với các mode kề với các mode có tần số ν-2f and ν+2f, và cứ tiếp tục cho đến khi toàn bộ dải tần khuếch đại bị khóa.
Ta có thể hiểu hiện tượng này theo một cách khác. Bộ biến điệu biên độ hoạt động như một cửa sập kém đặt giữa các gương của buồng cộng hưởng, làm yếu ánh sáng khi nó "đóng", và cho ánh sáng qua khi nó "mở". Nếu tần số biến điệu f được đồng bộ với chu kì buồng cộng hưởng τ, một xung sáng sẽ hình thành trong buồng cộng hưởng. Độ sâu biến điệu không lớn, chỉ cõ 1%.
Một kỹ thuật modelocking chủ động khác là biến điệu tần số sử dụng hiệu ứng quang-điện. Bộ biến điệu này được đặt trong buồng cộng hưởng và hoạt động theo tin hiệu bên ngoài. Nó tạo ra sự dịch tần số nhỏ, thay đổi theo hàm sin khi ánh sáng truyền qua. Nếu tần số biến điệu phù hợp với chu kì buồng cộng hưởng, một phần ánh sáng bị dịch xuống (down-shift) một phần bị dịch lên (up-shift) về mặt tần số. Sau nhiều lần lặp lại, ánh sáng bị dịch tần số sẽ không còn trong dải tần khuếch đại của laser. Chỉ ánh sáng không bị dịch tần số còn lại trong buồng cộng hưởng và tạo thành xung sáng hẹp.
Kĩ thuật thứ ba là modelocking đồng bộ hay bơm đồng bộ. Nguồn bơm sẽ tự biến điệu để tạo xung ngắn. Thông thường, các nguồn bơm này là một laser modelocking. Kĩ thuật này đòi hỏi tương hợp giữa chiều dài buồng cộng hưởng và biến điệu của nguồn bơm.

### Modelocking thụ động
Phương pháp modelocking thụ động dùng ánh sáng trong buồng cộng hưởng để gây ra sự biến đổi của phần tử biến điệu, từ đó tác động trở lại chùm sáng. Có thể hiểu đây phương pháp tự biến điệu của ánh sáng trong buồng cộng hưởng. Phương pháp này thường sử dụng chất hấp thụ bão hòa.
Chất hấp thụ bão hòa có độ truyền qua phụ thuộc cường độ ánh sáng tới. Khi ánh sáng tới càng mạnh, độ truyền qua càng tăng. Chất hấp thụ bão hòa sử dụng trong laser modelocking có khả năng hấp thụ ánh sáng yếu và cho truyền qua khi ánh sáng đủ mạnh.